# Hermann Anton Bantle
Hermann Anton Bantle (* 22. April 1872 in Straßberg; † 27. Juli 1930 in München) war ein deutscher Freskomaler und Gebrauchsgrafiker und gilt als ein Meister der sakralen Monumentalmalerei.  Er gilt als Publizist „mit völkischen Tendenzen“.

## Leben
Hermann Anton Bantle war der Sohn des Josef Anton Bantle (1846–??) und der Theresia Schilling. Er lernte sein Handwerk im Kloster Beuron. Während jener Zeit wurde er stark durch die Beuroner Kunstschule geprägt und trug unter anderem Stationsbilder zu einer Kreuzwegandacht bei. Des Weiteren schuf er mit seinen Wandgemälden sakrale Kunst. Er wirkte unter anderem in Bietenhausen (Kirche), Vilsingen, Dettlingen, Öflingen (Gemäldetorso mit einem Kreuzgang in der katholischen Pfarrkirche St. Ulrich von 1914) und Kaiseringen (Wandgemälde in der Allerheiligenkirche von 1919).
Doch statt in der Region das geregelte Leben zu genießen, zog es Bantle nach Paris und Rom gezogen. „Im Kloster hat es ihn nicht gehalten, aber für draußen war er nicht gemacht“, so der Historiker Casimir Bumiller. Seine fruchtbarste und inspirierteste Zeit erlebte er in Rom. Zu seinen weniger bekannten Werken gehören Aquarelle und Kohlestiftzeichnungen wie das Mädchenportrait und das Halbportrait eines Jungen, die während seine Kunststudien 1906 in Rom entstanden, sowie das Frauenportrait (1908) und die Häuser-Vedute mit Baum-Allee in Monte Falcone (1910), die ebenfalls in seinen italienischen Jahren (1905–1914) entstanden sind.
Sein umfangreicher Künstlernachlass befindet sich im Eigentum der Stadt Gammertingen. Der Nachlass, bestehend aus 468 Bildern, die bis Oktober 2008 eher unsachgemäß im Dachgeschoss des Gammertinger Rathauses untergebracht und der Öffentlichkeit nicht zugänglich waren, befindet sich zukünftig in der Ausstellung des städtischen Museums im alten Oberamt. Laut Aussage des Ausstellungsmachers Casimir Bumiller „gelte Bantle als der letzte Freskenmaler. Er habe vergleichsweise wenig Spuren hinterlassen, das hätten dann schon eher die Wilden, die Lauten, die Expressionisten getan, die zur gleichen Zeit wie Bantle wirkten“.